# Eli Nolsøe
Eli Nolsøe (* 28. März 1920 in Vágur, Suðuroy; † 20. November 1996 in Klaksvík) war ein färöischer Politiker der Sambandsflokkurin (SF), der unter anderem 1970 bis 1975 Minister für Fischerei, Handel und Justiz in der Landesregierung Atli Dam I sowie zwischen 1978 und 1984 Mitglied des Løgting war.

## Leben
Eli Nolsøe war Sohn von Anna Kathrina Marin Elisabeth Sofía Mortensen und Niels Christian Nolsøe (1879–1952), der zwischen 1928 und 1936 ebenfalls Mitglied des Løgting war. Sein älterer Bruder Dion Nolsøe (1898–1984) war Politiker der sozialdemokratischen Javnaðarflokkurin (JF) und zwischen 1958 und 1966 Mitglied sowie von 1968 bis 1970 stellvertretendes Mitglied des Løgting. Nach dem Abitur absolvierte er eine Berufsausbildung zum Bürokaufmann und war zunächst Angestellter im Bezirksamt Klaksvík sowie danach Buchhalter der 1915 in Klaksvík von Jógvan Frederik Kjølbro gegründeten Fischerei-Reederei und Fischverarbeitungs-Unternehmens P/F J.F.K. Er arbeitete zudem für das Elektrizitätsunternehmen Streymoy-Eysturoy-Vágar (SEV), den Verkehrssicherheitsrat und der Arbeitsaufsichtsbehörde sowie zeitweilig als Hilfslehrer.
Am 12. Dezember 1970 wurde Nolsøe in die Landesregierung Atli Dam I und bekleidete in dieser bis zum 11. Januar 1975 die Ämter als Minister für Fischerei, Handel und Justiz. Bei der Løgtingswahl am 7. November 1978 wurde er für die Unionspartei SF (Sambandsflokkurin) erstmals zum Mitglied des Parlaments (Løgting) gewählt und vertrat in diesem nach seiner Wiederwahl am 8. November 1984 bis zum 8. November 1984 den Wahlkreis „Suðuroyar“. Er war mit Elisabeth Susanne Winther verheiratet. Aus dieser Ehe gingen die Kinder Rani Nolsøe und Eyðun Nolsøe, die beide Musiker der Band „Frændur“ sind.